# Extrema
Extrema là một đô thị thuộc bang Minas Gerais, Brasil. Đô thị này có diện tích 243,099 km², dân số năm 2007 là 24886 người, mật độ 94 người/km².